# Yoshiaki Banno
Yoshiaki Banno (番野善明, Banno Yoshiaki), (1952 - 1991) est un astronome amateur japonais.
Il a codécouvert l'astéroïde (4200) Shizukagozen et l'astéroïde (3394) Banno porte son nom.
| (4200) Shizukagozen | 28 novembre 1983 | avec T. Urata |